# Breda (Hollandia)
Breda város Hollandia déli részén, Észak-Brabant tartományban, a hasonló nevű alapfokú önkormányzatú közigazgatási egység, Breda község székhelye. A város neve a holland „brede Aa”, azaz „széles víz, széles folyó” kifejezés lerövidült változata. Mint erődített város, a város már régóta nagy katonai és politikai jelentőséggel bír. Lakosainak száma 188 078 fő (2024).

## Történelme
Legkorábbi említése lord Henry of Brunsheim (1080-1125) által történt. A település alapító okiratát 1252-ben állították ki. Miután Breda erődítési jogokat kapott, hamarosan téglafalakkal erősítették meg a város külső részeit. 1327-ben Adelheid of Gaveren Breda eladta III. János, Brabant hercegének.

### Székhely
A város megszerzése az Oránia-Nassaui-ház által székhellyé tette a várost. Az Oránia-Nassaui família egyéb nemeseket is vonzott, akik palotákat építettek a város régi negyedében. A legimpozánsabb épületeket az olasz építész, Tomasso Vinicidor tervezte az első holland herceg számára és ez volt egyben az első reneszánsz stílusú építmény, amely az Alpoktól északra felépült. A 15. században a város stratégiai, gazdasági jelentősége erőteljesen megnőtt. A nagytemplom brabant stílusban épült, de gótikus jegyekkel bír. A kecses 97 méter magas tornya miatt hívják nagytemplomnak, de hivatalosan Miasszonyunk temploma a neve.
1534-ben a város 90%-át egy tűzvész pusztította el, közel 1300 ház, templom, kápolna és a városháza is odaveszett. Csak 150 ház és a főtemplom maradt meg. 1581-ben a nyolcvanéves háború alatt Bredát spanyol csapatok foglalták el Claude de Berlaymont vezetésével. Habár a város megadta magát azzal a feltétellel, hogy nem lehet kifosztani, a szélnek eresztett csapatok mégis a városon adták ki mérgüket és ezalatt több, mint 500 lakost gyilkoltak meg.

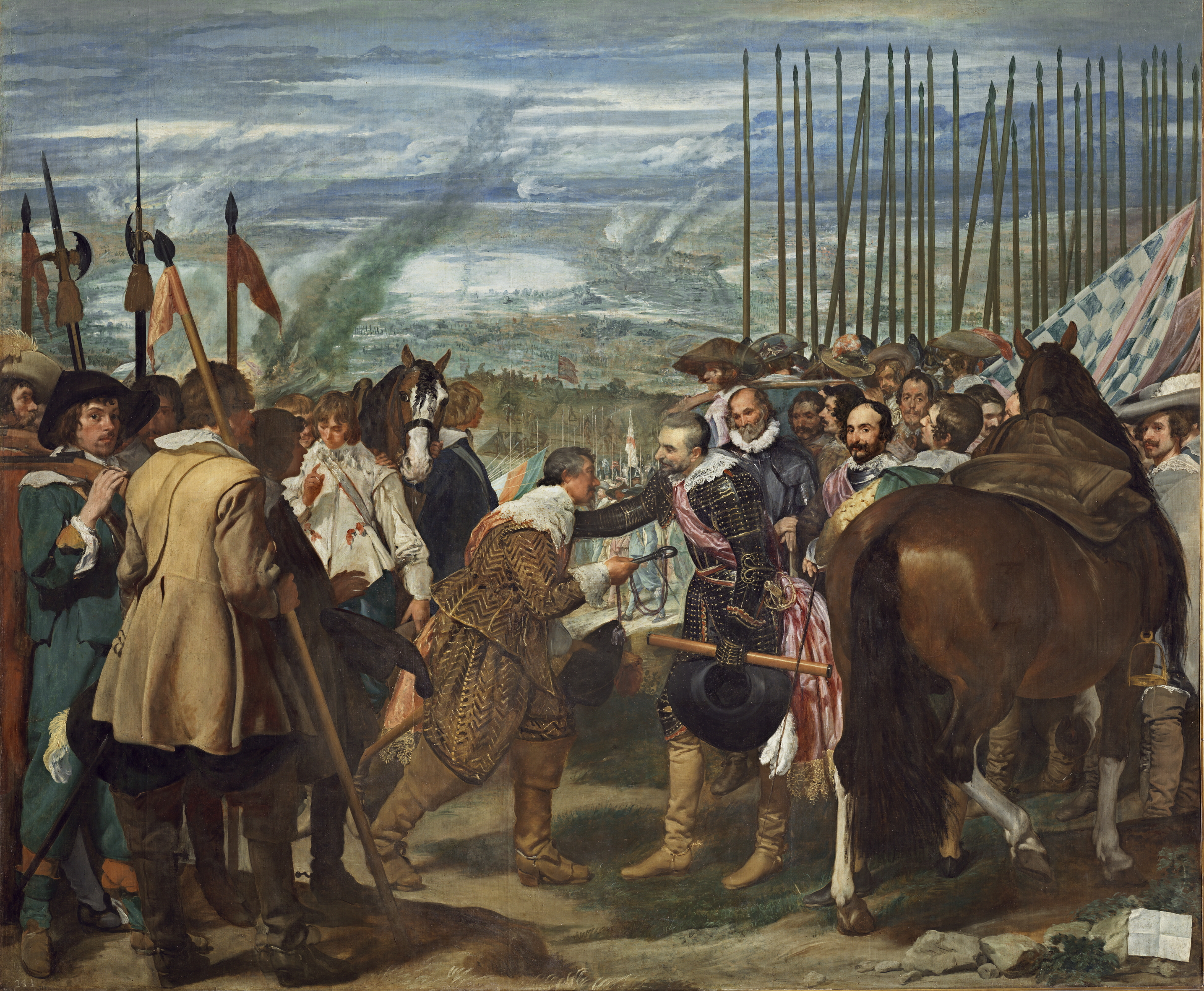
A bredai fegyverletétel, festette: Diego Velázquez.

Egy tíz hónapos ostrom után (1624-25 közt) Breda városát elfoglalták a spanyolok Ambrrogio Spaniola vezetésével, mely eseményt Diego Velázquez spanyol festő örökített meg. 1637-ben Bredát visszafoglalták Frigyes Henrik orániai herceg vezetésével, és 1648-ban véglegesen is a Holland Köztársasághoz került a Vesztfáliai-béke által.

### A Stuartok elűzése
A száműzött II. Károly angol király Bredában telepedett le és a száműzetését is itt töltötte a cromwelli protektorátus ideje alatt, melyet Károly leánytestvérének, Mária orániai hercegné közelségének tudhatunk be, aki II. Vilmos, Oránia hercegének özvegye volt.
Az 1667-es bredai szerződés zárta le a második angol–holland háborút, melyben a hollandok azzal a II. Károllyal álltak szemben, aki korábban a vendégük volt. 1746 és 1778 közt ez volt a helye a bredai kongresszusnak, amely a britek és a franciák közt zajlott és lezárta az osztrák örökösödési háborút, és végül elvezetett az aacheni békéhez (1748).

### II. világháború
A második világháború idején a város német megszállás alatt állt. Az 1. Lengyel Páncélos Osztály által végrehajtott kitörési manővernek köszönhetően, Maczek tábornok tervei alapján szabadult fel 1944. október 29-én. Minden évben rengeteg lengyel érkezik a városba a Felszabadulás-napi ünnepségekre, ahol egyben az elesett lengyel katonákra is emlékeznek. Egy múzeum és egy emlékmű is tiszteleg Stanislaw Maczek tábornok emléke, valamint az 1. Lengyel Páncélos Osztály előtt a város központjában. Maczek tábornok és katonáinak maradványai a közeli lengyel katonai temetőben nyugszanak.
A Bredában található börtön adott helyet az országban egyedüli börtönként annak a négy rabnak, akiket a II. világháború alatt elkövetett háborús bűneikért elítéltek Hollandiában. Ők, mint a „bredai négyes” váltak ismertté, akik a következők: Willy Paul Franz Lages, Joseph Johann Kotälla, Ferdinand Hugo aus der Fünten és Franz Fischer.

## Külvárosok beolvadása
- Ginneken (beolvadt a város területébe 1997-ben)
- Princenhage (beolvadt a város területébe 1997-ben)
- Prinsenbeek (lakossága~11,500) (beolvadt a város területébe 1997-ben)
- Bavel (lakossága~7,000) (beolvadt a város területébe 1997-ben)
- Teteringen (lakossága~6,500) (beolvadt a város területébe 1997-ben)
- Ulvenhout (lakossága~4,700) (beolvadt a város területébe 1997-ben)

### Közigazgatás
Breda városa 7 kerületre oszlik:
1. Breda Centrum (Centre) Breda-Központ
2. Breda West (West) Breda-Nyugat
3. Breda Noord-West (Haagse Beemden) (Northwest) Breda-Északnyugat
4. Breda Noord ( North) Breda-Észak
5. Breda Oost (East) Breda-Kelet
6. Breda Zuid-Oost (Southeast) Breda-Délkelet
7. Breda Zuid (South) Breda-Dél

## Topográfia
Breda 2011-es topográfiai térképe. Kattints a nagyításért."

## Gazdasága
A gazdasági aktivitás főleg az iparban jelenik meg. Breda korábban jelentős élelmiszeripari város volt. A városban található vállalatok termékei Nyugat-Európa szerte ismertek. Bredában van egy cukorgyár is. A BREDA sör a vidék legismertebb terméke. Korábban Breada Hollandia legnagyobb sörgyárának adott otthont, de a belga tulajdonos 2004-ben bezáratta agyárat, ám annak bezárása nem okozott különösebb károkat a város iparában. Manapság a legfőbb gazdasági tevékenységek a kereskedelem és a pénzügyek. 2011-ben megépült a gyorsvasút összeköttetést biztosító Központi Vasútállomás, amelynek segítségével a főbb nyugat-európai városok gyorsabban elérhetőek.

## Háztartások száma
Breda háztartásainak száma az elmúlt években az alábbi módon változott:

### Tömegközlekedés
Bredában két vasútállomás is található , melyek remek összeköttetést biztosítanak az ország többi részével:
- Breda vasútállomás
- Breda-Prinsenbeek vasútállomás

## Főbb látnivalók

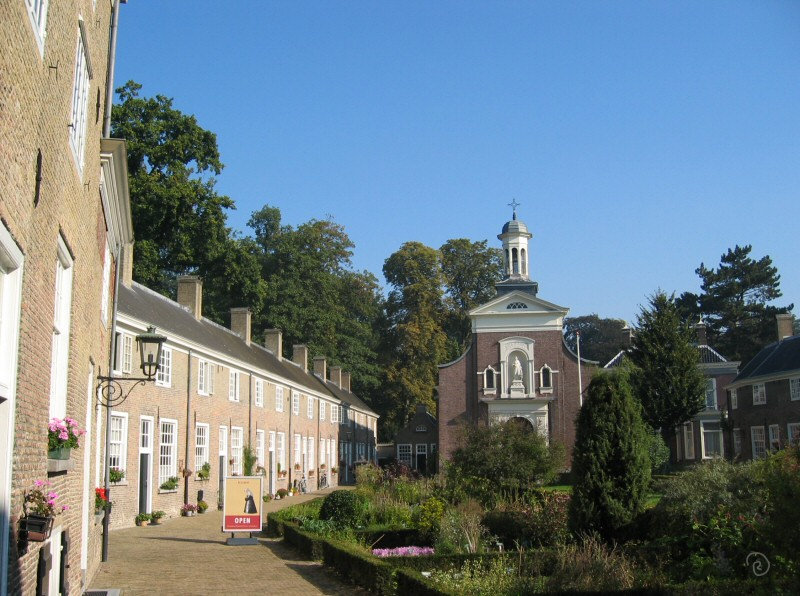
Begijnhof (Béguinage).

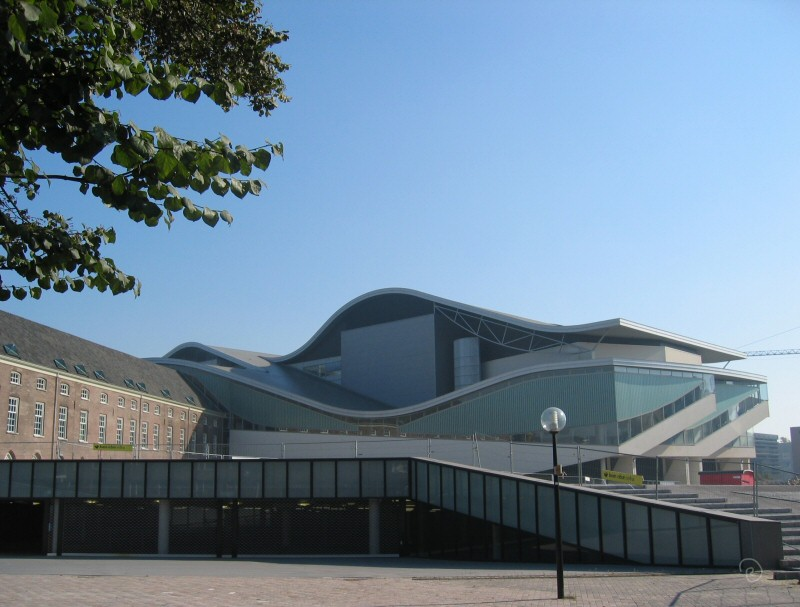
Chassé Színház (Chassé Theatre) Breda.

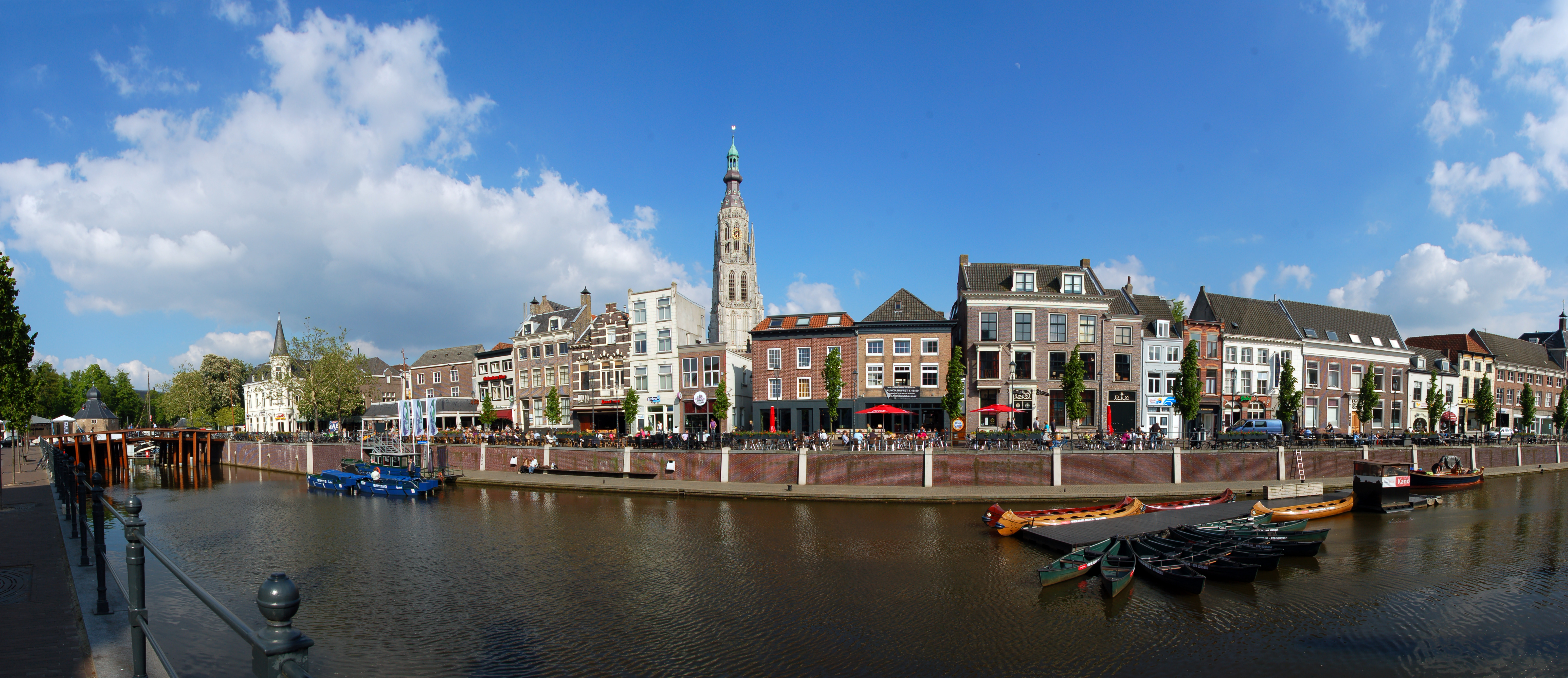
Breda kikötő

A városközpontban több régi épület is megtalálható, mint például a Beguinage, a Grote Kerk (Nagytemplom), vagy az Onze Lieve Vrouwe Kerk (Miasszonyunk temploma), melyek egyaránt szép példák a reneszánsz és a barokk művészetére.
Breda a következő múzeumoknak ad otthont:
- Breda múzeum
- Begijnhof Breda múzeum
- Generaal Maczek múzeum
- Bier Reclame múzeum
- MOTI (Museum of the Image) (Képek Múzeuma)
- NAC Múzeum
- Heemkundig Museum Paulus van Daesdonck
- Museum Oorlog & Vrede [War and Peace Museum] (Háború és Béke Múzeum)
- Stichting Princenhaags Múzeum

## Kultúra
Számtalan zenei eseménynek ad otthont a Chasse Színház.
A Redheadday fesztivált minden év szeptemberének első hétvégéjén rendezik meg. a kétnapos fesztiválon összegyűlnek a természetesen vörös hajú emberek, de ettől eltekintve amúgy is a vörös szín dominál a fesztiválon. A helyi önkormányzat által is támogatott rendezvény több, mint 20 országból érkező vendégsereg számára nyújt szórakozást.

## Sportélete
Breda focicsapata a NAC Breda, a holland élvonalban, az Eredivisie-ben játszik. A bredai A.V. Sprint sportklub a legnagyobb ilyen sportklub Hollandiában.

## Híres emberek
- Idősebb Pieter Bruegel (1525?–1569) flamand festőművész
- Tom Parker ezredes, Elvis Presley egykori menedzsere
- Tijs Verwest, ismertebb nevén Dj Tiesto
- Karin Brienesse olimpiai úszó
- Remco van Wijk, gyephokijátékos, aki kétszer is aranyérmet szerzett a holland csapattal a 96-os és a 2000-es olimpiákon
- Bredában élnek Daan Manneke és Kristoffer Zegers zeneszerzők
- Robbert van de Corput, ismertebb nevén Hardwell. 2012-ben és 2013-ban az év DJ-je a DJ Mag Top 100 szavazásán.

## Testvérvárosok
Breda testvérvárosai a következők:
- Wrocław, Lengyelország
- Diest, Belgium
- Orange, Franciaország
- Dillenburg, Németország